# Joanneumita
La joanneumita és un mineral de la classe dels compostos orgànics. Rep el seu nom del Museu Universal Joanneum, que va celebrar el seu 200 aniversari l'any 2011.

## Característiques
La joanneumita és un compost orgànic de fórmula química Cu(C₃N₃O₃H₂)₂(NH₃)₂. Es tracta del primer mineral isocianurat, sent químicament una mica similar (en termes d'elements) a la chanabayaïta. estructuralment corresponent a bis (isocyanurato) diamminecopper (II). Va ser aprovada com a espècie vàlida per l'Associació Mineralògica Internacional l'any 2012, i va ser publicat el 2017. Cristal·litza en el sistema triclínic. Es troba en forma d'agregats microcristal·lins de fins a 2 micròmetres.

## Formació i jaciments
Va ser descoberta al Pabellón de Pica, a la localitat de Chanabaya, pertanyent a la província d'Iquique, a la tegió de Tarapacá, Xile, son sol trobar-se associada a altres minerals com: salmiac, möhnita, guix i dittmarita. Es tracta de l'únic indret on ha estat trobada aquesta espècie mineral.